# Filpea, Harghita
Filpea (în maghiară: Fülpe) este un sat în comuna Subcetate din județul Harghita, Transilvania, România.